# Луковиці (Західнопоморське воєводство)
Луковиці (пол. Łukowice, нім. Altenkirchen) — село в Польщі, у гміні Цединя Грифінського повіту Західнопоморського воєводства.
Населення — 117 осіб (2011).
У 1975-1998 роках село належало до Щецинського воєводства.

## Демографія
Демографічна структура станом на 31 березня 2011 року:
|          | Загалом | Допрацездатний вік | Працездатний вік | Постпрацездатний вік |
| -------- | ------- | ------------------ | ---------------- | -------------------- |
| Чоловіки | 62      | 14                 | 43               | 5                    |
| Жінки    | 55      | 16                 | 29               | 10                   |
| Разом    | 117     | 30                 | 72               | 15                   |